# John Fowler
Sir John Fowler, 1er Baronet (15 de julio de 1817 - 20 de noviembre de 1898) fue un ingeniero civil inglés especializado en la construcción de ferrocarriles e infraestructuras ferroviarias. En las décadas de 1850 y 1860, fue ingeniero del primer ferrocarril subterráneo del mundo, el Ferrocarril Metropolitano (posterior Metro de Londres), construido por el método de "túnel artificial" bajo las calles de la ciudad. En la década de 1880, fue ingeniero jefe del puente de Forth, inaugurado en 1890. Su carrera fue larga y destacada: abarcó la mayor parte de la expansión ferroviaria del siglo XIX, y fue ingeniero, asesor o consultor de muchas compañías ferroviarias británicas y extranjeras, así como de diversos gobiernos. Sería el presidente más joven de la Institución de Ingenieros Civiles, entre 1865 y 1867, y sus principales obras representan un legado duradero de la ingeniería victoriana. Recibió el título de Sir, la Orden de San Miguel y San Jorge, un doctorado en leyes y fue elegido miembro de la Real Sociedad de Edimburgo.

## Primeros años
Fowler nació en Wadsley, Sheffield, Yorkshire, Inglaterra, hijo del agrimensor John Fowler y de su esposa Elizabeth (de soltera Swann). Fue educado de forma privada en Whitley Hall, cerca de Ecclesfield. Se formó con John Towlerton Leather, ingeniero de la planta de agua de Sheffield, y con el tío de Leather, George Leather, en Aire and Calder Navigation y en estudios ferroviarios. Desde 1837 trabajó para John Urpeth Rastrick en proyectos ferroviarios, incluidos el Ferrocarril de Londres y Brighton y West Cumberland y el Ferrocarril de Furness sin construir. Luego trabajó nuevamente para George Leather como ingeniero residente en el Ferrocarril de Stockton y Hartlepool, siendo nombrado ingeniero del ferrocarril cuando se inauguró en 1841. Fowler inicialmente se estableció como ingeniero consultor en el área de Yorkshire y Lincolnshire, pero una gran carga de trabajo lo llevó a mudarse a Londres en 1844. Se convirtió en miembro de la Institución de Ingenieros Mecánicos en 1847, año en que se fundó la Institución, y miembro de la Institución de Ingenieros Civiles en 1849. El 2 de julio de 1850 se casó con Elizabeth Broadbent (fallecida el 19 de noviembre de 1901), hija de J. Broadbent de Mánchester. La pareja tuvo cuatro hijos.

## Ferrocarriles

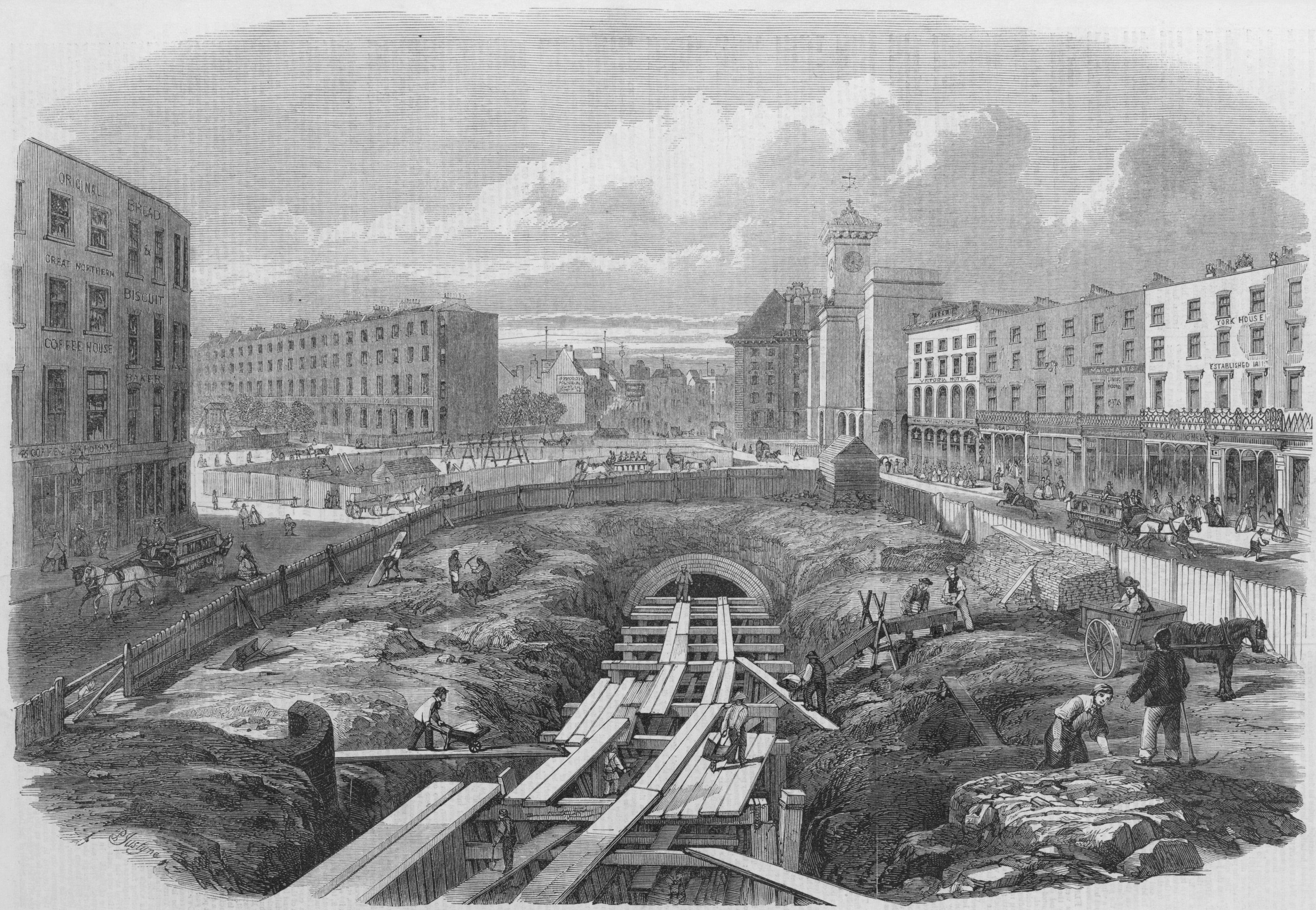
Construcción del ferrocarril metropolitano cerca de la estación de King's Cross en 1861

Fowler desarrollo una práctica muy activa, trabajando en muchos trazados ferroviarios en todo el país. Se convirtió en ingeniero jefe del Ferrocarril de Mánchester, Sheffield y Lincolnshire y fue ingeniero del Ferrocarril de Lincolnshire del Este, del Ferrocarril de Oxford, Worcester y Wolverhampton y del Ferrocarril de Severn Valley. En 1853, se convirtió en ingeniero jefe del Metro de Londres, el primer ferrocarril subterráneo del mundo. Construido en trincheras ("túnel artificial") abiertas a poca profundidad por debajo de las calles, la línea se abrió entre Paddington y Farringdon en 1863. Fowler también fue ingeniero para el Ferrocarril District y la Hammersmith & City Line. Hoy en día, estos ferrocarriles forman la mayor parte de la Circle Line del Metro de Londres. Por su trabajo en esta infraestructura, Fowler recibió la gran suma de 152.000 libras (unos 14.4 millones de libras de hoy),  con otras 157.000 libras (unos 14.9 millones de libras de hoy),  del Ferrocarril District. Aunque parte de este importe se habría pagado al personal y a los contratistas, Sir Edward Watkin, presidente del Ferrocarril Metropolitano desde 1872, se quejó de que "ningún ingeniero en el mundo estaba tan bien pagado".
Otros ferrocarriles en los que Fowler ejerció como consultor fueron el Ferrocarril de Londres Tilbury y Southend, el Ferrocarril Great Northern, el Ferrocarril Highland y el Ferrocarril Cheshire Lines. Tras la muerte de Isambard Kingdom Brunel en 1859, Fowler fue contratado por el Great Western Railway. Sus diversos nombramientos lo involucraron en el diseño de la Estación de Victoria en Londres, la Estación de Victoria en Sheffield, la Estación de Saint Enoch en Glasgow, la Estación Central de Liverpool y la Estación Central de Mánchester. La cubierta de la última estación, con 210 pies (64 m) de luz, fue el segundo arco de hierro sin soporte más ancho en Gran Bretaña después de la de la Estación de Saint Pancras.
El trabajo de consultoría de Fowler se extendió más allá de Gran Bretaña, incluidos proyectos de ingeniería y ferrocarriles en Argelia, Australia, Bélgica, Egipto, Francia, Alemania, Portugal y los Estados Unidos. Viajó a Egipto por primera vez en 1869 y trabajó en varias líneas ferroviarias, en su mayoría sin realizar, para el jedive Ismail Pachá, incluido un ferrocarril a Jartum en Sudán, que se planeó en 1875 pero que no se completó hasta después de su muerte. En 1870 brindó asesoramiento relativo a una consulta del Gobierno Británico de la India sobre anchos ferroviarios, en la que recomendó una vía estrecha de 3 pies 6 pulgadas (1,1 m) para los ferrocarriles ligeros. Visitó Australia en 1886, donde hizo algunos comentarios sobre la dificultad del cambio de ancho. Más adelante en su carrera, también fue consultor con su socio Benjamin Baker y con James Henry Greathead en dos de las primeras líneas del metro de Londres, el City & South London Railway y el Central London Railway.

## Puentes

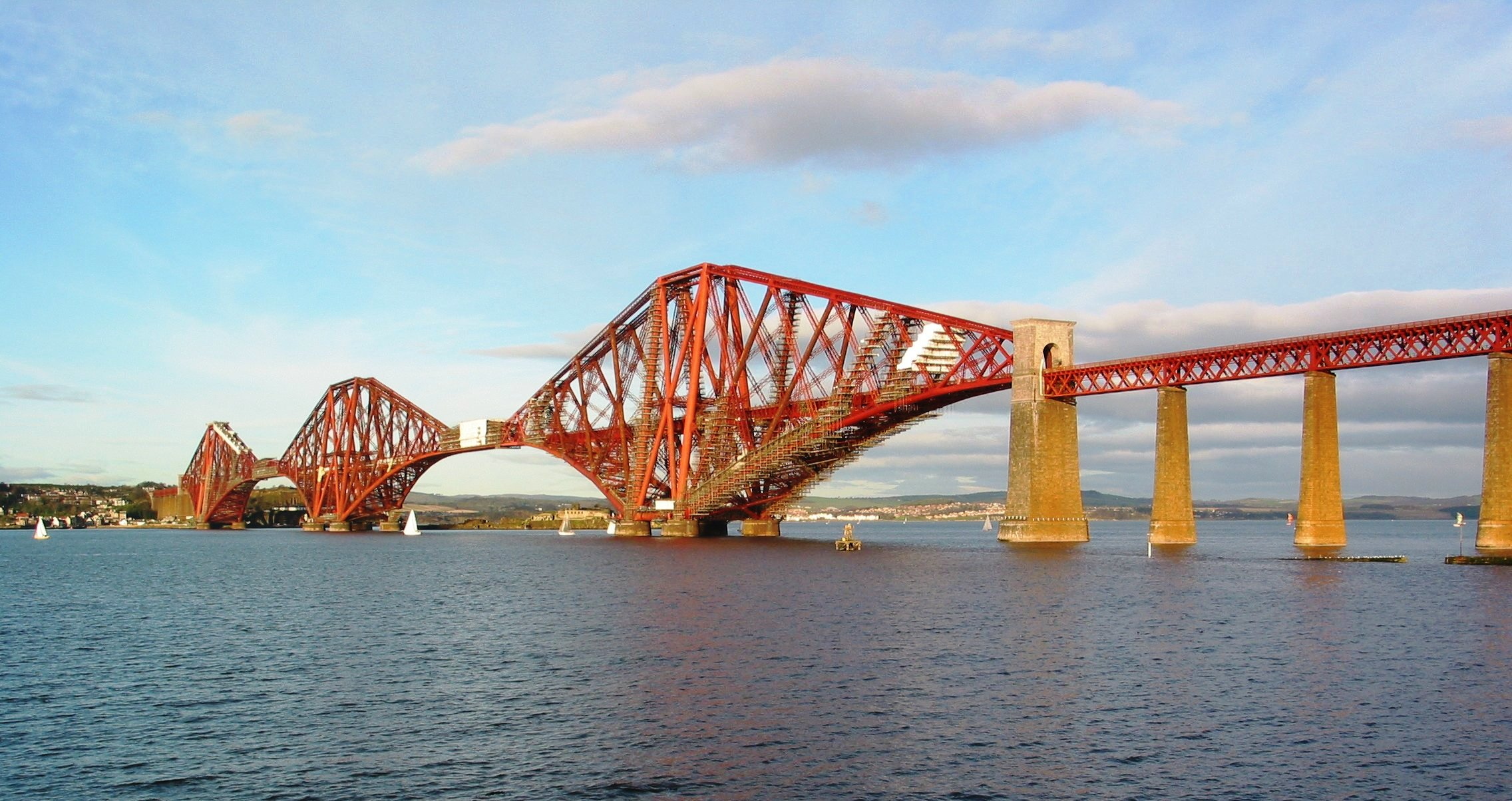
Puente de Forth

Como parte de sus proyectos ferroviarios, Fowler diseñó numerosos puentes. En la década de 1860, diseñó el puente de Grosvenor, el primer puente ferroviario sobre el río Támesis, y el viaducto de Dollis Brook de 13 arcos para el Ferrocarril de Edgware, Highgate y Londres.
Se le atribuye el diseño del puente Victoria en Upper Arley, Worcestershire, construido entre 1859 y 1861, y el Puente de Albert Edward casi idéntico en Coalbrookdale, Shropshire, construido entre 1863 y 1864. Ambos permanecen en uso por las líneas ferroviarias que cruzan través del río Severn.
Tras el colapso en 1879 del puente del Tay diseñado por Sir Thomas Bouch, Fowler, William Henry Barlow y Thomas Elliot Harrison fueron nombrados en 1881 para formar una comisión encargada de revisar el diseño de Bouch para el Puente de Forth. La comisión recomendó un puente en ménsula de acero diseñado por Fowler y Benjamin Baker, que fue construido entre 1883 y 1890.

## Locomotoras

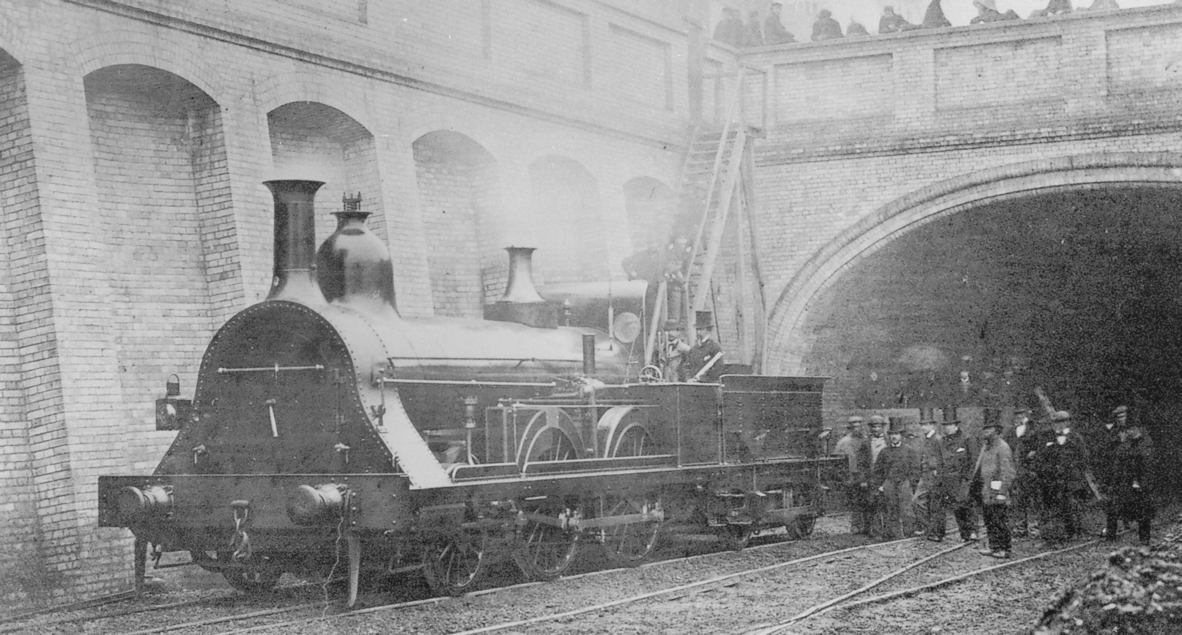
Fowler's Ghost, locomotora sin llamas en Edgware Road, octubre de 1862

Para evitar problemas con el humo y el vapor que atosigaban al personal y a los pasajeros en las secciones cubiertas del Ferrocarril Metropolitano, Fowler propuso un locomotora "sin fuego". La locomotora fue construida por Robert Stephenson and Company y era una máquina de configuración 2-4-0 de vía ancha con ténder. La caldera tenía un fogón normal conectado a una cámara de combustión grande que contenía ladrillos refractarios que debían actuar como un depósito de calor. La cámara de combustión estaba vinculada a la caja de humos a través de un conjunto de tubos de fuego muy corto. El vapor de escape se volvía a condensar en lugar de escapar y se devolvía a la caldera. La locomotora estaba destinada a funcionar convencionalmente al aire libre, pero en los túneles las compuertas se cerrarían y se generaría vapor utilizando el calor almacenado en los ladrillos refractarios.

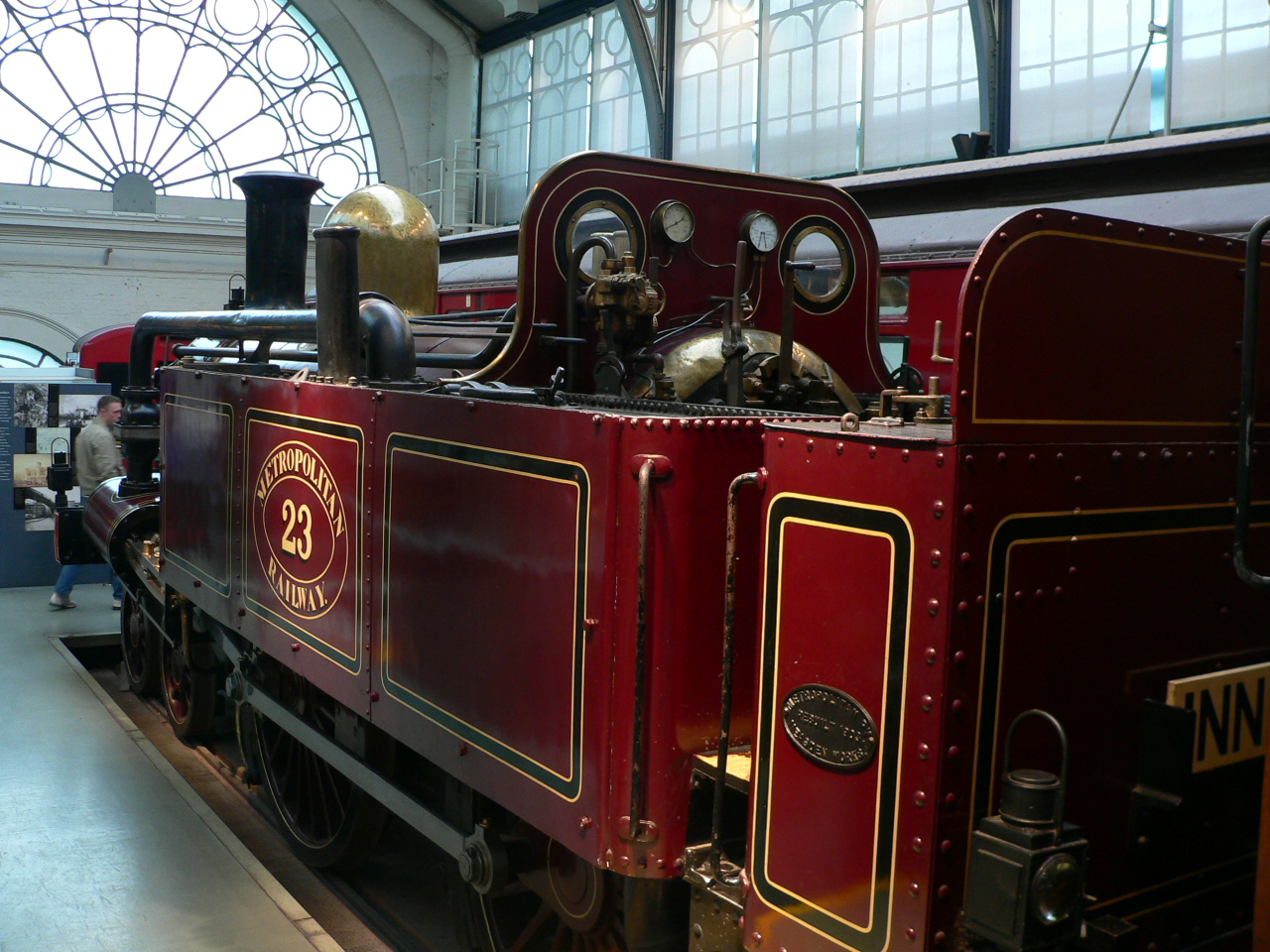
Locomotora Fowler Clase A

La primera prueba en el Great Western Railway en octubre de 1861 fue un fracaso. El sistema de condensación tenía una fuga, lo que provocó que la caldera se secara y la presión bajara, con el riesgo de que la caldera explotara. Una segunda prueba en el Ferrocarril Metropolitano en 1862 también fue un fracaso, y la locomotora sin fuego fue abandonada, pasando a ser conocida como "Fowler's Ghost". La locomotora se vendió a Isaac Watt Boulton en 1865; tenía la intención de convertirla en una máquina estándar, pero finalmente se desechó la idea.
Cuando se abrió el Metropolitan Railway, los trenes fueron proporcionados por el Great Western Railway, pero se retiraron en agosto de 1863. Después de un período de contratación de trenes del Great Northern Railway, el Metropolitan Railway introdujo sus propias locomotoras 4-4-0 con depósito incorporado, diseñadas por Fowler, en 1864. El diseño, conocido como Clase A y, con actualizaciones menores, Clase B, fue tan exitoso que los Ferrocarriles Metropolitanos y de Distrito finalmente tuvieron 120 máquinas en uso y permanecieron en funcionamiento hasta la electrificación de las líneas en la década de 1900.

## Otras actividades y reconocimiento profesional

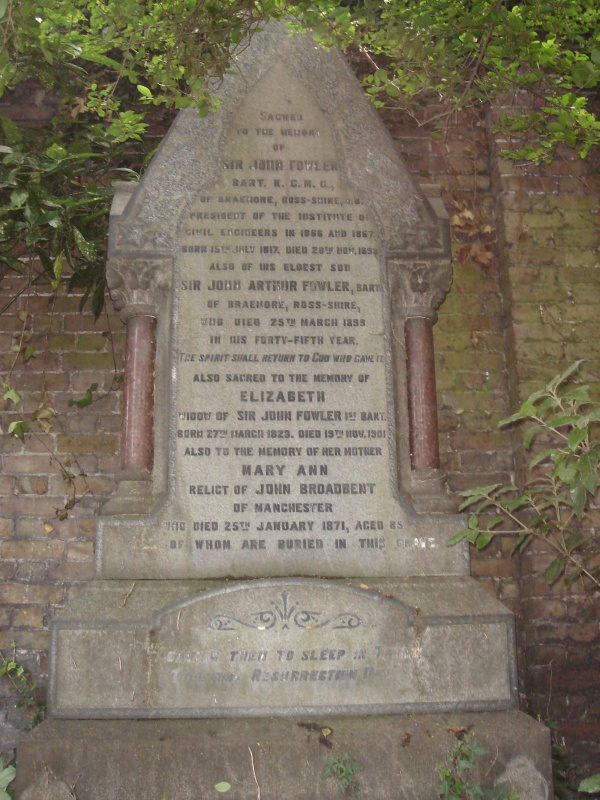
Monumento funerario, cementerio de Brompton, Londres

Fowler se presentó sin éxito al parlamento como candidato del Partido Conservador en 1880 y 1885. Su posición dentro de la profesión de ingeniero era muy alta, hasta el punto de que fue elegido presidente de la Institución de Ingenieros Civiles para el período de 1866-1867, su presidente más joven. A través de su cargo en la Institución y a través de su propio ejercicio de la profesión, lideró el desarrollo de la formación de ingenieros.
En 1865/67, compró las propiedades adyacentes de Braemore e Inverbroom, cerca de Ullapool en Ross-shire, Escocia, que comprenden 44 000 acres (17 810 ha) y que se convirtieron en uno de los principales bosques de ciervos (con propósitos cinegéticos) de las Highlands. Construyó la gran Casa Braemore (posteriormente demolida), donde recibió a los más altos cargos de la política y de la sociedad de la época. Desarrolló un sistema hidroeléctrico, alimentado desde un lago artificial (el Home Loch), plantó extensos bosques en las laderas empinadas del valle y creó 12 km de paseos recreativos a través de ellos, incluidas pasarelas colgantes sobre las gargantas de Corrieshalloch y Strone (el primero es ahora propiedad del NTS). También desarrolló una red de senderos con propósitos cinegéticos ("acechadores"). Fue nombrado Juez de paz y Teniente Diputado del condado. Lady Fowler se convirtió aquí en una destacada botánica.
Enumeró sus aficiones en Who's who, incluyendo la navegación a vela y acecho de ciervos; y fue miembro del Carlton Club, del St Stephen's Club, del Club Conservador y del Real Escuadrón de Yates. También fue presidente de Fondo de Exploración Egipcio. En 1885 se le nombró Caballero Comendador de la Orden de San Miguel y San Jorge como agradecimiento del gobierno por permitir el uso de mapas del valle del Alto Nilo que había hecho cuando trabajaba en los proyectos del Jedive. Fueron el estudio más preciso del área y se utilizaron en el asedio de Jartum británico.
En 1887 fue elegido miembro de la Real Sociedad de Edimburgo.
Tras la finalización con éxito del Puente Forth en 1890, Fowler recibió el título de baronet, tomando el nombre de su propiedad escocesa como su denominación territorial. Junto con Benjamin Baker, recibió un título honorífico de Doctor en Leyes por la Universidad de Edimburgo en 1890 por su trabajo de ingeniería en el puente. En 1892, el Premio Poncelet se duplicó y se otorgó conjuntamente a Baker y Fowler.
Fowler murió en Bournemouth, Dorset, a la edad de 81 años y está enterrado en el Cementerio de Brompton, Londres. Su hijo, Sir John Arthur Fowler, 2º Baronet (fallecido el 25 de marzo de 1899) le sucedió en la baronía, que se extinguió en 1933 tras la muerte del Reverendo Sir Montague Fowler, 4º Baronet, tercer hijo del primer baronet.